# Boulondjou
Bouloundjou est une localité du Cameroun située dans la commune de Moutourwa, le département du Mayo-Kani et la Région de l'Extrême-Nord. Elle se trouve à 7 km au sud est de la commune de Ndoukoula. 

## Localisation
Bouloundjou est localisé à 10°13'27.1" Nord de latitude et 14°04'18.7" Est de longitude.